# Fiat C-Plattform
Das Fiat Typ C-Chassis ist eine Plattform, die der italienische Automobilhersteller Fiat S.p.A. Anfang der 1990er Jahre entwickelte. Dieser Aufbau ist modular und für Fahrzeuge der Kompaktklasse vorgesehen.
Der erste Einsatz erfolgte 1995 beim Fiat Bravo und Brava. Eine neue Generation dieser Plattform wurde 2001 für den Fiat Stilo und abgeleitete Modelle veröffentlicht. Im Jahr 2010 schuf Fiat Group Automobiles über seine Tochtergesellschaft Alfa Romeo eine neue Plattform, die die Plattform aus dem Jahr 1995 ersetzen sollte. Diese Plattform berücksichtigte die mit dem Alfa Romeo 147 gesammelten Erfahrungen, begann mit dem neuen Alfa Romeo Giulietta und hieß Compact.

## Geschichte
Die C-Plattform wurde Anfang der 1990er Jahre für mittelgroße (kompakte) Fahrzeuge der Marken des Fiat-Konzerns entwickelt. Diese neue Plattform war die Nachfolge des Tipo 2, der als Basis für viele Autos diente, beispielsweise für den Lancia Delta der zweiten Serie, den Alfa Romeo 155, den Fiat Tempra und den Fiat Tipo. Die C-Plattform ermöglicht die Montage des Motors vorne in einer Querposition, die für Fiat-Autos seit 1968 typisch ist, mit Frontantrieb.

### Première génération C1

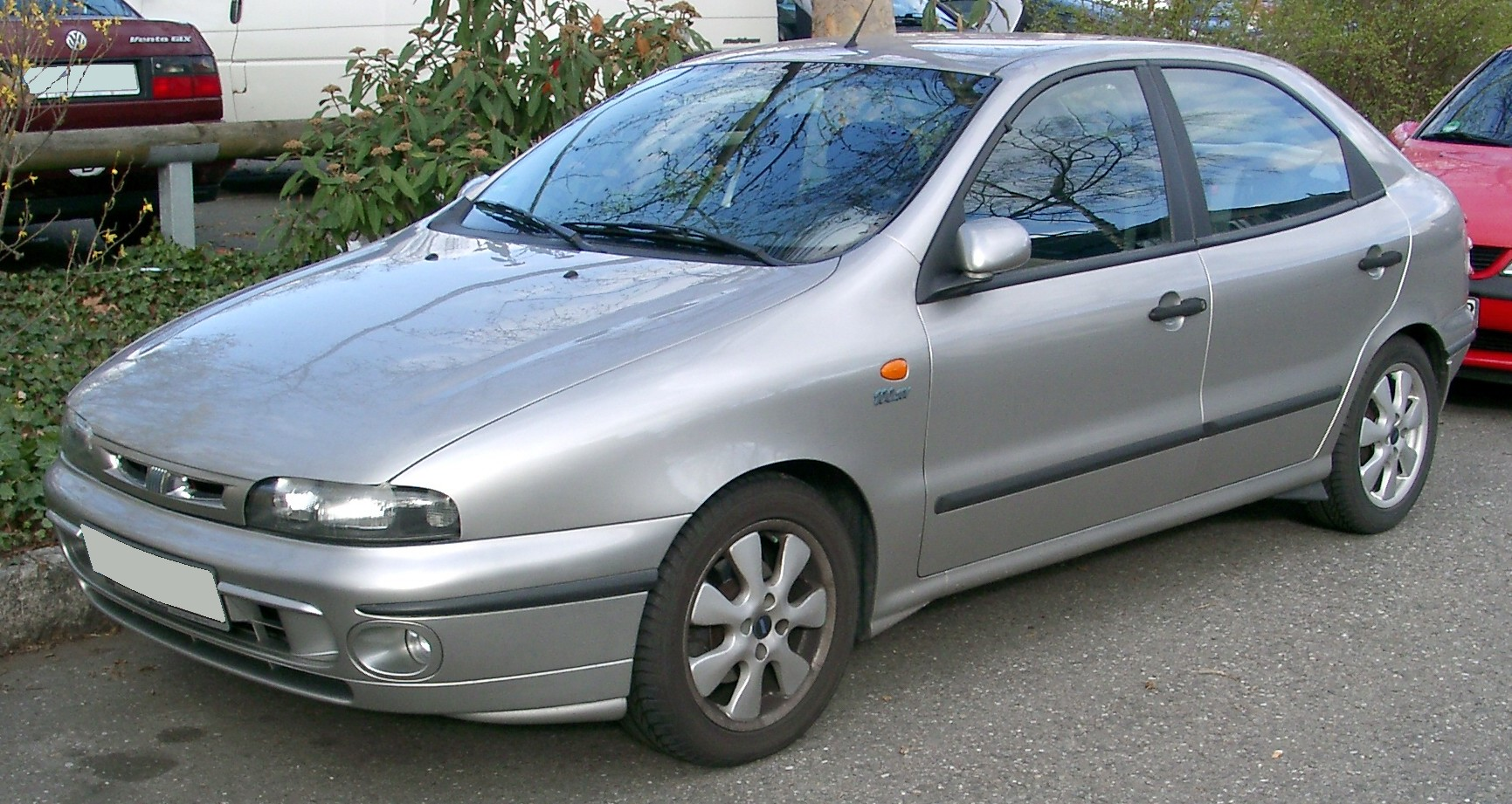
Der Fiat Brava basiert auf der C1-Plattform.

Die erste Serie trägt die Bezeichnung C1. Das Aufhängungssystem ist so konzipiert, dass es über unabhängige Lenkräder an der Vorderachse, einen Teleskopquerlenker vom Typ MacPherson und unabhängige Räder an der Hinterachse mit Längslenkern, Schraubenfedern und einem Stabilisator verfügt. Der erste Einsatz dieser neuen Plattform erfolgte im Jahr 1995 bei den Fahrzeugen Fiat Bravo und Brava.
Eine hinsichtlich der Karosserie völlig überarbeitete Version wurde 1998 für den Fiat Multipla mit dem Namen C1 Sandwich auf den Markt gebracht, der sich durch eine sehr breite, einem Kastenaufbau ähnliche Bodenstruktur auszeichnete.
Zur aktiven Sicherheit der im Multipla drei Vorderpassagiere konnte sich der Motor bei einem heftigen Frontalaufprall nicht in Richtung Fahrgastraum bewegen, sondern rutschte unter den Fahrgastraum.
Bei den Motoren konnte es sich entweder um Benzin-, Diesel- oder Dual-Fuel-Motoren mit einem Hubraum von bis zu 2,5 Litern auf 5 Zylindern und einem an den Motor gekoppelten Getriebe mit 6 Vorwärtsgängen handeln.
Der Alfa Romeo 156 und der Lancia Lybra verwendeten eine weiterentwickelte Version der C1-Plattform mit längerem Radstand und einem anderen Fahrwerk: Doppelquerlenker-Vorderachse und MacPherson-Federbeine hinten beim Alfa Romeo; BLG-Mehrlenkerachse („Bracci Longitudinali Guidati“, was so viel wie „geführte Längslenker“ bedeutet) beim Lancia. Der Alfa Romeo 147 und der Alfa Romeo GT basierten auf der 156-Plattform und behielten deren Fahrwerk bei. Kombi-Versionen des 156 und des Lybra waren auch mit der selbstnivellierenden hydropneumatischen Hinterradaufhängung Boge-Nivomat erhältlich. Der Alfa 156 ist mit seinen Modellen Sportwagon Q4 und Crosswagon Q4 das einzige auf der C1-Plattform basierende Fahrzeug mit Allradantrieb.
Für den Lancia Lybra erfuhr die Plattform eine erste Anpassung mit verlängertem Radstand und angepassten Aufhängungen mit geführten Längslenkern an der Hinterachse.
Weitere bedeutende Änderungen wurden an den Modellen Alfa Romeo 156, 147 und GT vorgenommen, die von aufwändigeren Aufhängungen mit Viereckslenkern an der Vorderachse und „Dreilenkern“ ähnlich denen des Lancia Delta HF Integrale an der Hinterachse profitierten.
- Fiat Bravo
- Fiat Brava
- Fiat Marea
- Fiat Marea Weekend
- Fiat Marengo (Marea kommerziell)
- Fiat Multipla (C1 Sandwich-Version)
- Alfa Romeo 156
- Alfa Romeo 147
- Alfa Romeo GT
- Lancia Lybra

### Zweite Generation: C2
Die zweite Generation der C-Type-Plattform, C2 genannt, begann 2001 mit dem neuen Fiat Stilo. Die ersten Entwicklungen dieser neuen Plattform, die im Vergleich zum alten C1 völlig neu war, begannen 1998. Die Spezifikationen erforderten eine sehr flexible Struktur, die sich an viele Fahrzeugtypen anpassen konnte, von kompakten Mittelklassewagen über Familienautos oder Kombis bis hin zu Mittelklassewagen der „Premium“-Klasse wie dem 2008 eingeführten Lancia Delta (2008). Das Aufhängungssystem besteht vorne aus einem MacPherson-Radial und hinten aus einer Torsionsachse.

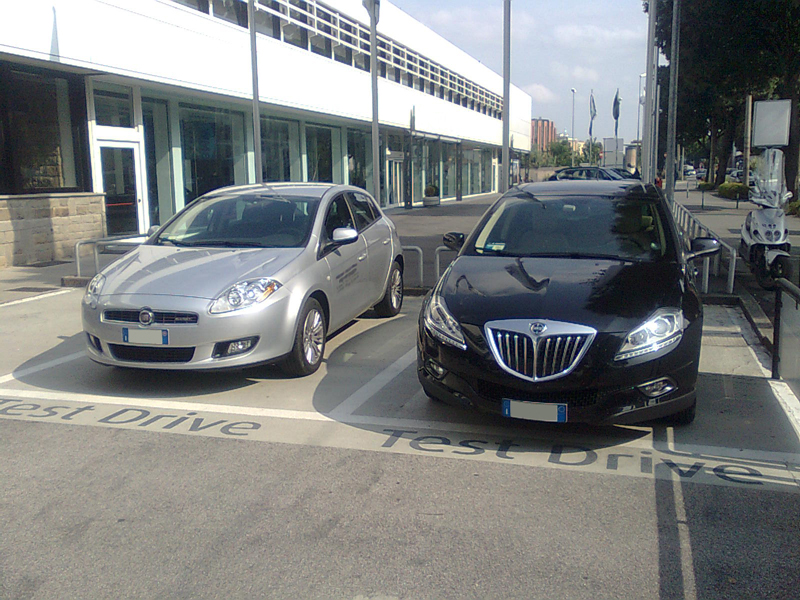
Der Lancia Delta und der Fiat Bravo teilen sich das gleiche C2-Chassis.

Das Chassis des C2 ist wesentlich steifer als das des C1 und hat den Modellen bei den Euro-NCAP-Crashtests mindestens 4 Sterne, in der Regel jedoch 5 Sterne eingebracht. Der Motor ist vorne quer angeordnet und versorgt die gelenkten und angetriebenen Vorderräder. Dieses Chassis ist für den Einsatz mechanischer 5- und 6-Gang-Getriebe sowie robotisierter Automatikgetriebe von Magneti Marelli Dualogic oder Aisin Sportronic ausgelegt.
Die auf diesen Fahrgestellen verwendeten Motoren sind hauptsächlich die Fiat 1.9 Multijet-Dieselmotoren, dann die 1.4 FIRE und T-Jet, die 1.6 und 1.8 16V, die im Fiat-FMA-Werk (Fabbrica Motori Avellino) in Pratola Serra hergestellt werden, der 2.4 5-Zylinder 20-Ventiler und der ganz neue 1.8 T-Jet mit Direkteinspritzung sowie die Fiat 1.6 und 2.0 Multijet-Diesel. Im Jahr 2008 konnte der 1.9 Twin Stage Bi-Turbodieselmotor mit 190 PS und 400 Nm Drehmoment ohne Änderungen am Fahrgestell homologiert werden, das dem enormen Drehmoment dieses Multijet-Motors problemlos standhielt. Die C2-Plattform wird im Fiat-Werk Cassino hergestellt.
Verwendung der C2-Plattform:
- Fiat Stilo
- Fiat Stilo Multiwagon
- Fiat Bravo (2007)
- Lancia Delta (2008)